# ائتلاف دولت قانون
ائتلاف دولت قانون یک ائتلاف سیاسی انتخاباتی است که نوری مالکی نخست وزیر عراق و حزب الدعوه در سال ۲۰۰۹ برای شرکت در انتخابات ایالتی تشکیل دادند. در این ائتلاف علاوه بر حزب خود نوری مالکی، گروههای دیگری همچون برخی از سران قبایل اعراب، کرد های شیعه، مسیحیان و افراد مستقل حضور دارند. شعار این حزب  «امنیت ، خدمات و حکومت مرکزی مقتدر» است.
نام این ائتلاف اشارتی بر بهبود وضعیت امنیتی عراق در دوران حکومت نوری مالکی بود. دستاوردی که پس از نبرد بصره (۲۰۰۸) و دیگر عملیات‌های نیروهای مسلح عراق حاصل شد.
این ائتلاف در انتخابات پارلمانی ۲۰۱۰ نیز پس از عدم توافق حزب الدعوه با مجلس اعلای اسلامی عراق و جنبش صدر شرکت داشت. در این انتخابات ائتلاف دولت قانون با کسب ۸۹ کرسی از مجموع ۳۲۵ کرسی مجلس در جایگاه دوم پس از ائتلاف العراقیه قرار گرفت.
در انتخابات ایالتی ۲۰۰۹ این ائتلاف با کسب ۲۸٫۸٪ آراء موفق به تصاحب ۱۲۶ کرسی از مجموع ۴۴۰ کرسی شد و موفق‌ترین فهرست انتخاباتی بود.
گرچه هسته اصلی این فهرست را سیاست‌مداران اسلام‌گرای شیعه و در رأس آن‌ها حزب الدعوه تشکیل می‌دهند، اما این ائتلاف به‌طور رسمی سکولار و فراقومی است و تعداد زیادی از سیاست‌مداران مستقل و احزاب کوچک سنی، مسیحی، کرد و ترکمن نیز در آن جای دارند.